# Cultura di Bromme

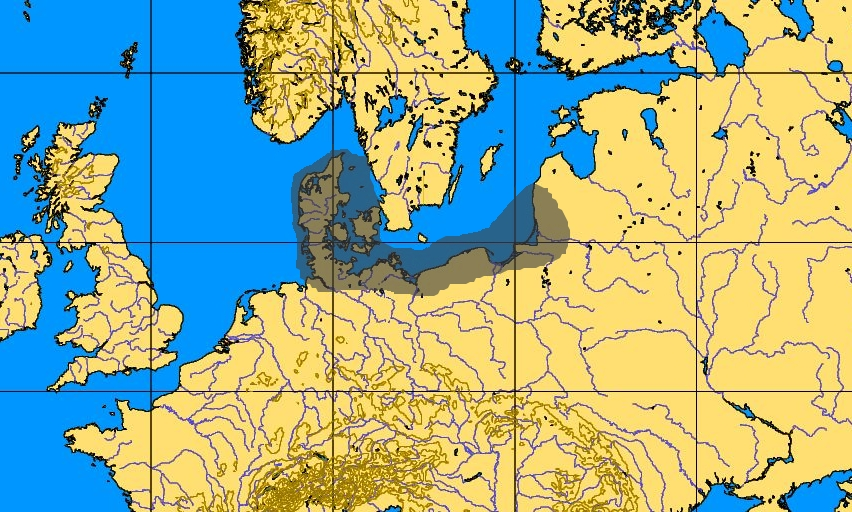
Distribuzione della cultura di Bromme

La cultura di Bromme è una cultura del tardo Paleolitico superiore risalente all'Oscillazione di Allerød, circa 9700-9000 anni a.C. (non-calibrati), un periodo più caldo compreso fra il Dryas antico e quello recente, gli ultimi periodi freddi della tarda Glaciazione weichseliana. 

## Descrizione

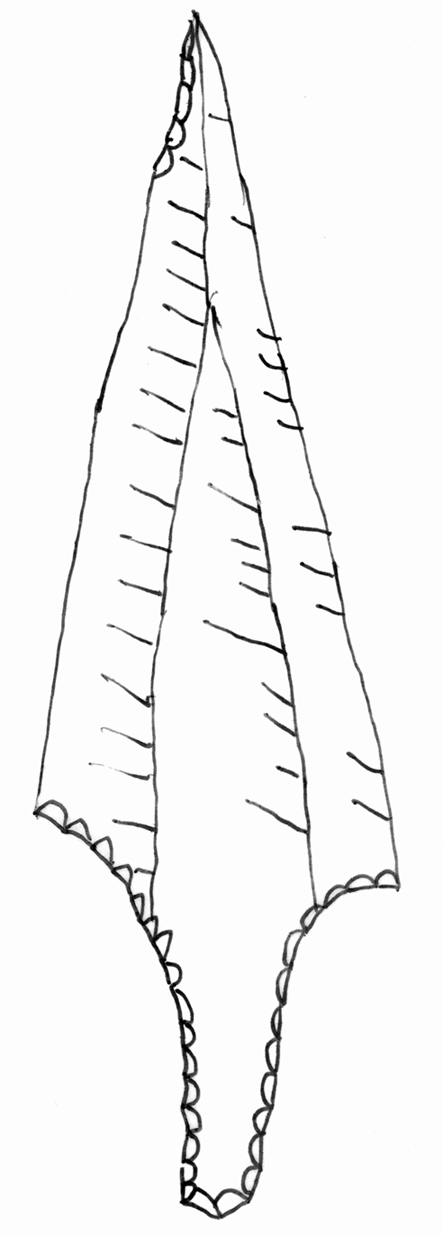
Una punta di freccia della cultura di Bromme

In questo tempo, la renna era la preda più importante, ma le popolazioni della Bromme cacciavano anche l'alce, il ghiottone e il castoro. I paesaggi erano di conseguenza una combinazione di taiga e tundra.
La cultura è chiamata così da un insediamento a Bromme nella parte occidentale dell'isola di Zelanda, ed è nota per i suoi molti insediamenti in Danimarca e Schleswig-Holstein. Nella Svezia i primi insediamenti conosciuti si trovano a Segebro, nei pressi di Malmö.
Essa è caratterizzata da robuste schegge litiche che venivano usate per tutti gli utensili, principalmente punteruoli (sticklar), raschiatoi e punte di frecce skaftunge. Non sono state trovate asce di pietra.
La cultura di Bromme e la cultura di Ahrensburg sono così simili che venne proposto di combinarle insieme come fossero una sola sotto l'etichetta di cultura di Lyngby, riconoscendo la cultura di Bromme come il ramo settentrionale più antico rispetto a quella di Ahrensburg.